# Estación Perus
La Estación Perus es una estación del sistema de trenes metropolitanos perteneciente a la Línea 7-Rubí, ubicada en la ciudad de São Paulo.

## Historia
La estación Perus fue inaugurada por la São Paulo Railway el 16 de febrero de 1867 y desde 1994, es administrada por la CPTM.

## Tabla
| Sigla | Estación | Inauguración          | Integración               | Plataformas | Posición    | Comentarios                    |
| ----- | -------- | --------------------- | ------------------------- | ----------- | ----------- | ------------------------------ |
| PRU   | Perus    | 16 de febrero de 1867 | Bilhete Único de SPTrans. | Laterales   | Superficial | Estación construida por la SPR |